# Скорост на светлината
Скоростта на светлината (означение c) е физична константа, която играе важна роля в много области на физиката. Светлината и всички други форми на електромагнитно излъчване винаги се разпространяват с тази скорост във вакуум, независимо от движението на инерциалната отправна система на наблюдателя. Стойността ѝ е равна на 299 792 458 m.s-1 или приблизително равна на 300 000 km/s.
В теорията на относителността c свързва времето и пространството. Фигурира също в прочутата формула за връзката между маса и енергия E = mc2, както и във формулите за увеличение на масата на движещите се тела в зависимост от скоростта им, в преводния коефициент между електромагнитната и електростатичната система единици и др. Тя е скоростта на всички безмасови частици и на съответните полета във вакуум. Текущи теории предсказват, че това е скоростта на гравитацията и на гравитационните вълни и че това е изобщо максималната скорост, с която могат да се пренасят материя, енергия и информация.
При разпространението си през прозрачни материали скоростта на светлината зависи от показателя на пречупването ѝ (n) в съответната среда, а следователно и от дължината на вълната, от което следва, че скоростта на светлината (електромагнитните вълни) v в среда, различна от вакуум, е по-ниска от c. Отношението между c и v се нарича показател на пречупване n на съответния материал (n = c / v). Например за светлината от видимата част на спектъра показателят на пречупване на стъклото е обикновено около 1,5; показателят на пречупване на въздуха е около 1,0003.
В повечето практически случаи може да се приеме, че светлината се движи мигновено, но за големи разстояния и чувствителни измервания крайната скорост на светлината оказва забележим ефект. При комуникация с отдалечени космически сонди например обменът на съобщения със Земята може да отнеме минути и часове. Светлината на звездите, която наблюдаваме, ги е напуснала преди много години и по този начин става възможно да се изучава историята на Вселената чрез наблюдение на отдалечени обекти. Крайната скорост на светлината ограничава и теоретичните максимални скорости на изчисление в компютрите, тъй като информацията трябва да премине от чип към чип. Скоростта на светлината може да се използва за точно определяне на големи разстояния с т.нар. time of flight експерименти.
Експерименталното определяне на точната стойност на c започва още през 1676 г., когато датският астроном Оле Рьомер доказва, че скоростта на светлината не е безкрайна, като наблюдава движението на Йо – луната на Юпитер.
През 1905 г. Алберт Айнщайн постулира, че скоростта на светлината във вакуум е независима от движението или от отправната система и изследвайки последиците от този постулат, извежда своята Специална теория на относителността. Същевременно Айнщайн демонстрира, че c има голямо значение и извън контекста на светлината и електромагнетизма. Затова нараства значението на определянето на точната ѝ стойност. След векове на все по-точни измервания през 1975 г. скоростта на светлината е измерена на 299 792 458 m.s-1 с относителна грешка 4 части на милиард (parts per billion). През 1983 г. се прави предефиниране на метъра в Международна система единици (SI) като той се определя като разстоянието, изминато от светлината във вакуум за 1/299 792 458 (една 299 792 458-а) част от стандартната секунда. В резултат на това числената стойност на c сега е обвързана точно с дефиницията на метъра.

## Означения
Скоростта на светлината във вакуум се означава със c, от думата „константа“ (на латински: constanta – постоянна, неизменна) или от думата „бързина“ (на латински: celeritas). В началото бил използван символът V, въведен от Джеймс Кларк Максуел през 1865 г. През 1856 немските физици Вилхелм Вебер и Рудолф Колрауш използват означението c за константа, която по-късно се оказва, че е скоростта на светлината във вакуум, умножена по √2. През 1894 г. Пол Друде в работите си, обединяващи оптиката с електромагнитната теория на Максуел, дава на c съвременното му значение. В оригиналните си статии на немски от 1905 г. Алберт Айнщайн използва означението V, но през 1907 го заменя със c, което вече е стандартен символ.
Понякога c се използва за скоростта на вълните в материална среда, а c0 за скоростта на светлината във вакуум. Това означение с долен индекс е възприето в официалната литература на системата SI и наподобява означенията на други свързани константи: магнитната проницаемост във вакуум μ0 или магнитна константа, диелектричната проницаемост във вакуум ε0 или електрична константа, както и свързани с тях константи.
В раздели на физиката, в които c често се среща, като например СТО, скоростта на светлината във вакуум се полага за равна на единица (с = 1). Ползата от това е, че c не фигурира експлицитно и формулите се опростяват. Скоростта на физическите обекти се определя с:
{\displaystyle \beta ={v \over c}}, където {\displaystyle \beta \leq 1}.

### Интересни факти
- Светлината на Слънцето достига до Земята за 8 минути, а автомобил би изминал това разстояние за 180 години, ако се движи със скорост 60 km/h.[9]
- Светлината изминава един метър за 3,3 наносекунди
- Светлината изминава един километър за 3,3 микросекунди
- Светлината изминава разстоянието от геостационарната орбита до Земята за 0,12 секунди
- Светлината обикаля Земята по екватора за 0,13 секунди
- Светлината изминава разстоянието от Земята до Луната за 1,3 секунди
- Светлината изминава разстоянието от един парсек за 3,26 години
- Светлината изминава разстоянието от Алфа Кентавър до Земята за 4,4 години
- Светлината прекосява Млечния път за 100 000 години
- Светлината изминава разстоянието от галактиката Андромеда до Земята за 2 500 000 години.

## Фундаментална роля във физиката
Скоростта на разпространение на светлината във вакуум не зависи от движението на източника на светлина или движението на отправната система на наблюдателя. Тази инвариантност е постулирана от Айнщайн през 1905 и се основава на уравненията на Максуел и на липсата на доказателство за съществуването на етер, която била потвърдена с множество експерименти. Специалната теория на относителността (СТО) изследва следствията от тази инвариантност на c като прави допускането, че физическите закони са еднакви във всички инерциални отправни системи. Едно от тези следствия е, че безмасовите частици и вълни имат също скорост c.
СТО има много следствия, които на пръв поглед противоречат на интуицията, но са доказани експериментално. Сред тях са уравнението за еквивалентност на маса и енергия (E = mc2), намаляването на дължината на движещи се обекти, както и релативистичното забавяне на времето (забавяне на часовника). Факторът γ, с който се скъсяват дължините и времето се забавя, се нарича фактор на Лоренц и се определя като
γ = (1 − v2/c2)−1/2,
където v е скоростта на обекта. За скорости много по-малки от c разликата на γ от 1 е пренебрежимо малка, а такива се скоростите в ежедневието. В тези случаи СТО е много близка до класическата механика. С увеличаването на v и с приближаването му към c стойността му клони към безкрайност.
Резултатите от СТО могат да се приложат като пространството и времето се обединят и се разглеждат като единно пространство-време (като единиците за пространство и време се свързват чрез c) и се постави изискването физическите теории да съответствуват на принципа на симетрия, наречен Лоренцова ковариантност (на английски: Lorentz covariance), чиято математическа формулировка съдържа c като параметър. Лоренцовата ковариантност е почти универсално предположение при съвременните физически теории като квантовата електродинамика, квантовата хромодинамика, Стандартния модел на физиката на елементарните частици и общата теория на относителността. По този начин параметърът c се среща навсякъде в модерната физика, появявайки се включително там, където контекстът не е видимо свързан със светлината. Например общата теория на относителността предсказва, че c е също и скоростта на разпространение на гравитационното поле.

## Разпространение в различни среди
Когато се разпространява в среда, различна от вакуум, скоростта на светлината е различна от c; освен това съществуват различни скорости на разпространение. Скоростта, с която се разпространяват върховете и падовете на една плоска вълна (изпълваща цялото пространство и характеризираща се с една-единствена честота) се нарича фазова скорост vp. Един реален физически сигнал като например импулс светлина се разпространява с различна скорост. Най-голямата част от импулса пътува с т.нар. групова скорост vg, а челната му част – с т.нар. фронтова скорост vf (виж илюстрацията на модулирана вълна, която се движи от ляво надясно).
При разпространението на светлината в материална среда и преминаването от една среда към друга от значение е фазовата скорост. Тя често се представя с помощта на показателя на пречупване, който по дефиниция е отношението на c към фазовата скорост vp в средата. По-големите стойности на показателя на пречупване са свързани с по-ниски скорости на разпространение. Показателят на пречупване зависи и от честотата (или дължината на вълната) на светлината, нейния интензитет, поляризация и посока на разпространение, но в повечето случаи може да се разглежда като константа, зависеща само от материала. Показателят на пречупване на въздуха е приблизително 1.0003. По-плътни среди като водата, стъклото, и диамантът, имат показатели на пречупване съответно 1.3, 1.5 и 2.4 за видимата светлина.
В прозрачните среди общо взето показателят на пречупване е винаги по-голям от 1, което означава фазови скорости винаги по-малки от c. В други материали е възможно за някои честоти показателят да стане по-малък от 1, а в някои екзотични материали дори да стане отрицателен.
Съществува връзка между показателя на пречупване и показателя на поглъщане на светлината (които същевременно са реалната и имагинерната част на диелектричната константа), която се изразява със съотношението на Крамерс-Крониг. Практически това означава, че дори и да съществува материал с показател на пречупване по-малък от 1, поглъщането на вълната е толкова бързо, че не е възможно сигналът да се разпространява със скорост, по-голяма от c.
Светлинен импулс, при който груповата и фазовата скорост се различават (това се наблюдава, когато има различни честоти с различна фазова скорост) с времето се размива и този процес е известен като дисперсия. Съществуват материали с изключително ниска и дори нулева дисперсия за светлинните вълни и това е потвърдено експериментално.
Обратното, групови скорости, надхвърлящи c, също е наблюдавано експериментално.
В нито един от тези случаи обаче не е възможно предаването на информация със скорост, надвишаваща c. Не е възможно да се предаде информация със светлинен импулс със скорост, по-голяма от фронтовата му скорост, а тя е винаги равна на c.
От друга страна, възможно е скоростта на движение на частица през дадена среда да надвиши фазовата скорост на светлината в тази среда (но все пак оставайки по-малка от c). Например когато заредена частица се движи през електрически изолатор (диелектрик), се наблюдава светене. Феноменът е известен като ефект на Черенков.

## Експерименти по измерване на скоростта на светлината
Съществуват различни методи за определяне на c. Най-очевидният от тях е да се направи директно измерване с помощта на различни земни и астрономически експериментални постановки. Възможно е също така c да се определи и с помощта на физическите закони, в които фигурира, например чрез определяне на електромагнитните константи ε0 и μ0, използвайки връзката им с c. Исторически най-точните резултати са получени чрез определяне поотделно на честотата и на дължината на вълната на електромагнитното излъчване, а чрез тяхното произведение се изчислява c.
През 1983 г. Международното бюро за мерки и теглилки приема дефиниция за метъра в системата SI като „разстоянието, изминато от светлината за 1/299 792 458 секунда“, фиксирайки по този начин скоростта на светлината на точно 299 792 458 m/s. Тоест прецизното измерване на скоростта на светлината довежда като резултат прецизирането на дефиницията на метъра.

### Астрономически експерименти
Оле Кристенсен Рьомер използва астрономическо измерване за първата количествена оценка на скоростта на светлината. Той забелязва, че при наблюдение на периодите на завъртане на спътниците около отдалечените планети те са различни в зависимост от това дали Земята се приближава, или отдалечава от съответната планета. Разстоянието, изминато от светлината от съответния спътник (луна) до Земята е най-кратко, когато Земята е най-близко до планетата и най-дълго, когато те са най-отдалечени. Разликата между тези две точки е равна на диаметъра на земната орбита около Слънцето. По този начин наблюдаваната промяна в периода на обикаляне на спътника е всъщност разликата във времето, необходимо на светлината да преодолее разликата в разстоянията. Рьомер наблюдава ефекта в случая на най-вътрешния спътник на Юпитер Йо и заключава, че на светлината е необходимо време, за да измине това разстояние, и го оценява на 22 минути. По-късно Хюйгенс в трудовете си за светлината изчислява стойността на скоростта на светлината, основавайки се на тогавашните оценки на диаметъра на Земята.
Друг метод се основава на явлението аберация, открито и обяснено от Джеймс Брадли през 18 век. Този ефект се дължи на сумирането на векторите на скоростите на светлината от отдалечен звезден източник и на скоростта на движение на наблюдателя (виж илюстрацията). За наблюдателя изглежда като че светлината идва от различна точка поради изместването на телескопа с въртенето на Земята и крайната скорост на светлината. Тъй като посоката на скоростта на въртене на Земята се изменя непрекъснато при въртенето около Слънцето, на този ефект се дължи и илюзията, че звездите се въртят около Земята. Като се използва разликата в позицията на определена звезда е възможно скоростта на светлината да се изрази чрез скоростта на въртене на Земята около Слънцето и, като се знае дължината на времето за пълно завъртане (година), да се направи изчисление за времето, необходимо на светлината да измине разстоянието от Слънцето до Земята. През 1729 г. Брадли изчислява по този метод, че светлината се придвижва 10 210 пъти по-бързо, отколкото Земята се движи по орбитата си (съвременното съотношение е 10 066 пъти по-бързо) или следователно на светлината са необходими 8 минути и 12 секунди да измине разстоянието от Слънцето до Земята.

### Експериментиtime of flight
Следваща група методи се основават на експерименти от типа time of flight. Най-ранният от тях е предложен от Иполит Физо. Лъчът светлина преминава през полупропускливо огледало (разположено на 8 km разстояние) и въртящо се зъбно колело и след отражение се регистрира. При определени скорости на въртене на зъбното колело се получава спиране или преминаване на лъча и като се знаят разстоянията, броят на зъбците и скоростта на въртене, може да се изчисли с.
Методът на Леон Фуко е подобен, но при него зъбното колело е заменено с въртящо се огледало.
В днешно време, използвайки осцилоскопи с време за реакция по-малко от една наносекунда, скоростта на светлината може да се измери директно чрез определяне на забавянето на светлинен импулс на лазер или светодиод при отразяването му от огледало. Този метод не е толкова точен (грешката е от порядъка на 1%), но представлява нагледен лабораторен експеримент.

### Измерване на константи
Съвсем различен експеримент, който не разчита на директно измерване на разпространението на електромагнитни вълни, е да се използва връзката между c и диелектричната константа ε0 и магнитната константа μ0, установени с теорията на Максуел:
c2 = 1/(ε0μ0).
Диелектричната константа може да се определи чрез измерване на капацитета и размерите на кондензатор, а магнитната константа има фиксирана стойност от точно 4π х 10-7 H/m поради дефиницията за ампер. През 1907 г. Роса и Дорси от Националното бюро по стандартизация на САЩ (на английски: National Institute of Standards and Technology – NIST) използват този метод и определят скоростта на светлината на 299 710±30 km/s}}

### Интерферометрия
Интерферометрията е един от основните методи за определяне на разстояния поради характерната връзка между дължината на вълната на светлината и отстоянието между интерференчните максимуми. Принципът почива на разделянето на кохерентен лъч светлина (например от лазер) с известна честота (f) на две части, които имат различен оптичен път и след това интерферират. Чрез промяна на оптичните пътища и наблюдение на интерференчната картина се определя дължината на вълната (λ). След това от уравнението c = λf се изчислява c.
Класическият опит в тази област е дело на Майкелсън и Морли. В действителност основната цел на опита е била да се докаже или отхвърли съществуването на преносна среда на електромагнитните вълни – етер (или също ефир от руски). Във физиката от края на XIX век се е считало, че светлината се разпространява в тази неподвижна спрямо движението на Земята среда подобно на звука във въздуха. Предполагало се е, че поради това скоростта на светлината ще зависи от посоката на разпространение и от скоростта на източника по аналогия с механиката на Нютон. Очакванията на експериментаторите били светлинният интерферометър да регистрира две съвсем различни скорости на светлината. Резултатът от експеримента обаче е отрицателен: скоростта на светлината изобщо не зависи от скоростта на движението на Земята и от направлението на измерваната скорост.

Преди изобретяването на лазерите за подобни интерферометрични измервания са били използвани източници на кохерентни радиовълни.